# آواز تهران
آواز تهران فیلمی به کارگردانی کامران قدکچیان و نویسندگی نادر مقدس و تهیه‌کنندگی حسین فرح‌بخش ساخته شده در سال۱۳۷۰ است.

## خلاصه فیلم
رحمان مهاجر شهرستانی، در تهران با فریدون که کارش قاچاق فیلم‌های ویدیوئی است آشنا می‌شود.
فریدون که ناراحتی قلبی دارد، از اشتیاق رحمان برای جستجوی شغلی مناسب و همچنین از سادگی‌اش سوءاستفاده می‌کند و او را به کار خود که قاچاق فیلم است می‌کشاند.
رحمان گرفتار پلیس می‌شود و توسط عمویش با دادن جریمه سنگین آزاد می‌شود و به سراغ فریدون می‌آید. فریدون که خود بازی خوردهٔ دست رشید (قاچاق‌چی اصلی) است به سراغ رشید می‌رود و پول جریمه زندان رحمان را طلب می‌کند، اما رشید به سبک فیلم پدرخوانده (دون کرلئونه) پول را پس می‌گیرد؛ در همین کش‌وقوس‌ها فریدون در بر اثر حمله قلبی درمی‌گذرد و رحمان به همراه خواهر فریدون به زادگاهش بازمی‌گردد.

## بازیگران
- ابوالفضل پورعرب در نقش رحمان
- بیژن امکانیان در نقش فریدون
- فریبا کوثری در نقش فریده
- چنگیز وثوقی در نقش رشید
- مرتضی ضرابی در نقش علی داروفروش
- جهانگیر فروهر در نقش پدر فریدون
- ملیحه نظری در نقش مادام
- منوچهر حامدی در نقش عمو
- رضا کرم رضایی در نقش ممل خان
- مختار سائقی در نقش حسین
- کریم نشاط در نقش خریدار دارو